# Pterostichus lachrymosus
Pterostichus lachrymosus är en skalbaggsart som beskrevs av Newman. Pterostichus lachrymosus ingår i släktet Pterostichus och familjen jordlöpare. Inga underarter finns listade i Catalogue of Life.